# 丁福浩
丁福浩（1961年11月—），男，河南新密人，中华人民共和国政治人物。毕业于河南大学中文系，曾任周口市人民政府市长。

## 生平
1985年3月加入中国共产党。1999年3月，任郑州经济技术开发区管委会主任；2001年，任郑东新区管委会副主任；2003年7月，任中共荥阳市委书记；2006年12月，任洛阳市人民政府副市长；2009年2月，任河南省人口和计划生育委员会副主任；2014年2月，任中共焦作市委副书记；2015年10月，任省国有资产监督管理委员会副主任；2017年2月任中共周口市委副书记、周口市人民政府代市长。2018年2月24日，当选为第十三届全国人大代表。2021年7月，不再担任周口市市长。9月14日，被聘为河南省政府参事。

## 备注
1. ↑  河南省政府官网9月14日对外公布的《关于聘任张文深等5人为参事的通知》显示5名参事中包括丁福浩，但该通知的成文时间为7月28日。

| 中華人民共和國政府职务 | 中華人民共和國政府职务                  | 中華人民共和國政府职务 |
| ---------------------- | --------------------------------------- | ---------------------- |
| 前任： 刘继标          | 周口市人民政府市长 2017年2月－2021年7月 | 繼任： 吉建军          |